# Eccrita
Eccrita is een geslacht van vlinders van de familie spinneruilen (Erebidae), uit de onderfamilie Calpinae.

## Soorten
- E. ludicra Hübner, 1789
- E. maxima Bremer, 1864
- E. mirabilis Bryk, 1948